# RC-5

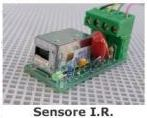
Sensore IR

RC-5 è un protocollo per telecomandi a raggi infrarossi, messo a punto dalla Philips. È tra i più diffusi e usati sugli apparati commerciali quali televisori, VCR, ecc.
Il protocollo stabilisce le regole del segnale digitale che viene usato per modulare una frequenza portante che va dai 33 ai 38 kHz.
Il segnale modulato viene inviato a un LED emettitore a raggi infrarossi, che lo diffonde sotto forma di segnale luminoso (invisibile dall'occhio umano), per essere ricevuto dal sensore che lo amplifica, lo demodula e ricostruisce il segnale digitale con il protocollo di partenza.

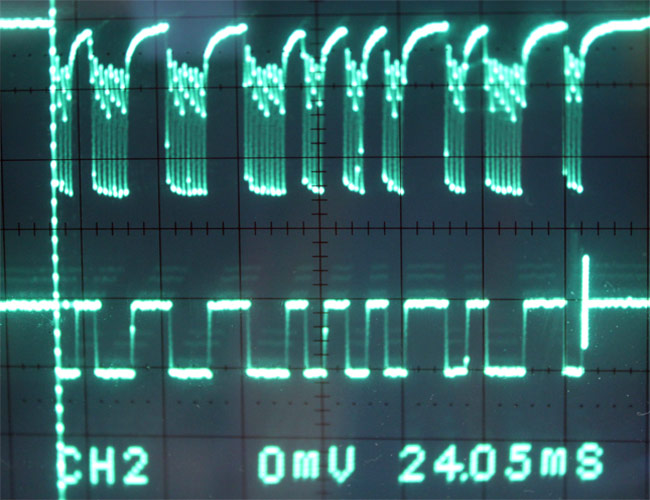
Segnale ricevuto dal fotodiodo (in alto) e demodulato

## Dettagli Protocollo RC-5

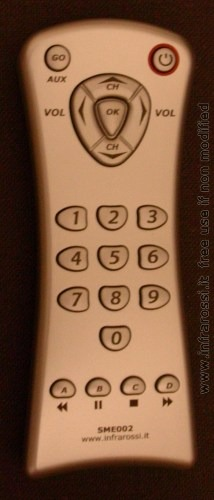
Telecomando a infrarossi

## Tabelle Address - Device e Command - Function
(Da Philips, de facto standard)
| Rc-5 Address | Device       |
| $00 – 00     | TV1          |
| $01 – 01     | TV2          |
| $02 – 02     | Teletext     |
| $03 – 03     | Video        |
| $04 – 04     | LV1          |
| $05 – 05     | VCR1         |
| $06 – 06     | VCR2         |
| $07 – 07     | Experimental |
| $08 – 08     | Sat1         |
| $09 – 09     | Camera       |
| $0A - 10     | Sat2         |
| $0B - 11     | n.n.         |
| $0C - 12     | CDV          |
| $0D - 13     | Camcorder    |
| $0E - 14     | n.n          |
| $0F - 15     | n.n          |
| $10 – 16     | Pre-amp      |
| $11 – 17     | Tuner        |
| $12 – 18     | Recorder1    |
| $13 – 19     | Pre-amp      |
| $14 – 20     | CD Player    |
| $15 – 21     | Phono        |
| $16 – 22     | SatA         |
| $17 – 23     | Recorder2    |
| $18 – 24     | n.n          |
| $19 – 25     | n.n          |
| $1A - 26     | CDR          |
| $1B - 27     | n.n          |
| $1C - 28     | RMT32        |
| $1D - 29     | Lighting     |
| $1E - 30     | Lighting     |
| $1F - 31     | Phone        |

| Rc-5 Command | TV Command | VCR Command |
| $00 – 00     | 0          | 0           |
| $01 – 01     | 1          | 1           |
| $02 – 02     | 2          | 2           |
| $03 – 03     | 3          | 3           |
| $04 – 04     | 4          | 4           |
| $05 – 05     | 5          | 5           |
| $06 – 06     | 6          | 6           |
| $07 – 07     | 7          | 7           |
| $08 – 08     | 8          | 8           |
| $09 – 09     | 9          | 9           |
| $0A - 10     | -/--       | -/--        |
| $0C - 12     | Standby    | Standby     |
| $0D - 13     | Mute       | n.n.        |
| $0E - 14     | Vol+       | n.n.        |
| $0F - 15     | Vol-       | n.n.        |
| $10 – 16     | Lumin+     | n.n.        |
| $11 – 17     | Lumin-     | n.n.        |
| $20 – 32     | Chan+      | Chan+       |
| $21 – 33     | Chan-      | Chan-       |
| $32 – 50     | n.n.       | fast REW    |
| $34 – 52     | n.n.       | fast FWD    |
| $35 – 53     | n.n.       | play        |
| $36 – 54     | n.n.       | stop        |
| $37 – 55     | n.n.       | record      |